# Аренд Бауманн
Аренд Бауманн (нім. Arend Baumann; 30 березня 1903 — 19 грудня 1985) — німецький офіцер-підводник, фрегаттен-капітан крігсмаріне.

## Біографія
30 березня 1922 року вступив на флот. З 1 липня 1941 року — командир підводного човна U-131. 27 листопада 1941 року вийшов у свій перший і останній похід. 6 грудня потопив британський торговий пароплав Scottish Trader водотоннажністю 4016 тонн, який перевозив генеральній вантажі, включаючи сталь і продукти харчування; всі 43 члени екіпажу пароплава загинули .17 грудня 1941 року U-131 був потоплений в Північній Атлантиці північно-східніше Мадейри (34°12′ пн. ш. 13°35′ зх. д.) глибинними бомбами та артилерійським вогнем британських есмінців «Ексмур», «Бленкні», «Стенлі», корвету «Пенстемон», шлюпу «Сторк» та вогнем винищувача «Вайлдкет» з ескортного авіаносця «Одасіті». Всі 47 членів екіпажу були врятовані і взяті в полон.

## Звання
- Кандидат в офіцери (30 березня 1922)
- Фенріх-цур-зее (1 квітня 1924)
- Оберфенріх-цур-зее (1 квітня 1926)
- Лейтенант-цур-зее (1 березня 1927)
- Оберлейтенант-цур-зее (1 грудня 1928)
- Капітан-лейтенант (1 жовтня 1934)
- Корветтен-капітан (1 серпня 1938)
- Фрегаттен-капітан (1 липня 1942)

## Нагороди
- Медаль «За вислугу років у Вермахті» 4-го, 3-го і 2-го класу (18 років)
- Залізний хрест
  - 2-го класу (3 грудня 1939)
  - 1-го класу (9 травня 1940)
- Нагрудний знак флоту (28 жовтня 1941)